# Пфениг
Пфениг (њем. Pfennig) њемачка је новчана јединица. У писаним изворима ријечи „пфениг” јавља се 9—10. вијеку. Сам израз се сматра оригиналном германском ознаком за денаријус. Након распада Каролиншког царства на неколико краљевина, денариј су наставили да кују на тим територијама. Однос успостављен под Карлом Великим, 1 фунта = 20 шилинга = 240 денарија, опстао је много вијекова послије његове смрти. Шилинг и фунта дуго су остали јединице за бројање и тежину, јер нису издате праве кованице овог апоена. У оптицају су били само пфенизи и њихови деривати. Овај период у нумизматичкој литератури њемачког говорном подручја назива се „вријеме пфенига”, пошто је до појаве гроша у 13. вијеку остао једина кованица у оптицају.
Појавом нових новчаних јединица у широком промету, пфениг је постао једнак 1⁄12 гроша. До 15. вијека пфениг је коначно постао средство мањих размјена. Након појаве великих сребрних новчића у њемачким државама, развио се новчани систем, који је обухватао три врсте новчића — талир, грош и пфениг. Пфениг је као мањи дио гроша, почео да представља најмању јединицу новчане размјене.
Након уједињена њемачких држава у јединствено царство 1870. године, средишња влада се суочила са питањем обједињена монетарних система. Закони из 1871. и 1873. уводили су нову валуту, која је касније постала позната као „златна марка”. Пфениг је постао ситан новац, једнак 1⁄100 марке. С почетком Првог свјетског рата, Њемачко царство се суочила са низом потешкоћа. Једна од њих био је огроман финансијски терет настао вођењем рата. То је допринијело настанку акутног недостатка готовине у оптицају, тј. демонетизацији привреде. Сребро и злато су брзо нестали из промета. Убрзо је становништво почело да акумулира и користи ситан новац од бакра. Под овим условима, одређеном броју градова било је дозвољено да издају сопствени новац за хитне случајеве (њем. Notgeld). Дошло је до незабиљеженог поступка издавања, који је слабо контролисала централна влада, што је довело до стварања неколико хиљада врста новчаница и кованица. У виду нотгелда у оптицај су пуштене марке, али и пфенизи.
Нормализација новчаног промета услиједила је након увођења рентне и рајхсмарке 1923—1924. године, а пфениг је остао ситнија монета. За вријеме Трећег рајха појавио се тзв. логорски пфениг — кованице и новчанице које су кружиле гетима, радним и концетрационим логорима организованим у Трећем рајху 1933—1945. године, а такође и пфениг за окупиране територије. Послије пораза у Другом свјетском рату Њемачка је била подијељена на два дијела — Њемачку Демократску Републику и Савезну Републику Њемачку. У обје земље ковани су пфенизи у вриједности 1⁄100 марке. Послије уједињења Њемачке 1990. пфениг ЊДР је демонетизован. Пфениг је остао законско платежно средство у Њемачкој до увођења евра 2002. године. Након појаве нове заједничке европске валуте, Бундесбанка није поставила временска и квантитативна ограничења размјене марака и пфенига за евре и центе.

## Етимологија
Етимологија ријечи није потпуно јасна. Постоји неколико теорија о томе како је сребрни денариј постао пфениг. Верзију поријекла од латинске ријечи pondus „тежина” лингвисти оцјењују као мало вјероватну. Можда је на назив новчића утицао његов удубљени облик, који подсјећа на тигањ (од вулгарног латинског panna „широка посуда за кување”). Могуће је да је на поријекло ријечи пфениг утицала латинска ријеч pannus „тканина”. Тканина се у средњем вијеку користила не само шивење одјеће, већ је, заједно са новчићима, користила као средство плаћања.
У старовисокоњемачком језику ријечи panding, pending и слични облици појавили су се у 8. вијеку и почели потискивати друге називе за денариј из свакодневног живота. У старосаксонском језику ријеч pfennig се налази од 10. вијека. У другим земљама средњовјековне Европе, денариј је постао пенинг и пени. У 20. вијеку марка је усвојена као национална валута у новоствореној Пољској Републици и Босни и Херцеговини, а чије су монете за уситњавање биле у Пољској фенизи, а у БиХ фенинзи.

## Вријеме пфенига
У писан изворима ријеч „пфениг” јавља се у 9—10. вијеку. Сам израз сматра се изворном германском ознаком за денариј. Монетарном реформом Карла Великог у Франачкој успостављен је монетарни систем према којем је 1 фунта подијељена на 20 солида (шилинга), а сваки солид био је подијељен на 12 денарија. Тако да је од 1 фунте сребра требало исковати 240 денарија. Послије распада Каролиншког царства на неколико краљевина, свака од новонасталих територија наставила је да кује денариј. Шилинг и фунта су дуго остале јединице за бројање и тежину, јер нису издате праве кованице ових апоена. У оптицају су били само пфенизи и његови деривати. Овај период у нумизматичној литератури њемачког говорног подручја назива се „вријеме пфенига”, пошто је прије појаве гроша у 13. вијеку пфениг био једини новац у оптицају. На пфенизима тог времена углавном су се налазили или крста или слика особе или зграде. Пфенизи су се ширили као трговачка монета у басену Балтичког мора.
Током високог средњег вијека (11—14. вијек) производњу кованица одликовало је стално ковање. Поновно издавање новог кованог новца праћено је малим, али сталним смањењем узорака и масе. Технологија прављења новца је постепено поједностављена. Маса средњовјековног пфенига се непрестано смањивала, док је пречник остао не промијењен. Круг новчића постао је толико танак да су се слике аверса и реверса појавиле на супротним странама, изобличавајући се тако једна другој.
Појава таквих концепата као што су обнова кованица и „вјечни пфениг”. Вјероватно се у почетку обнова кованог новца сматрала једнократним усмјеравањем промета новца уклањањем старих дотрајалих и исјечених новчића замјеном за нове новчиће, пуне вриједности. Послије тога, овај поступак почео је да се користи за остваривање додатних прихода као дио експлоатације права ковања новца издавањем нових мање вриједних кованица у оптицај, а садржај племенитог метала био је мањи него у старим кованицама. У средњовјековној Њемачкој обнављање кованица сматрало се врстом пореза. Размјена се одвијала неколико пута у години, годишње или једном у неколико година. Однос размијењених кованица био је обично 12 старих пфенига за 9 нових. Очигледно је да куповна моћ претходно издатих кованица непрекидно опадала са приближавањем сљедеће обнове (укључујући и као резултат званичне девалвације), што је дестабилизовало новчани систем. Биргери економски развијених градова, искористивши недостатак средстава власника обнове новца, купили су од њих право ковања новца који није био предмет обнове. Те новчане јединице називају се „вјечни пфениг”. Појава вјечних пфенига није стабилизовала новчани систем средњовјековних земаља, с обзиром да ова мјера није могла спријечити пропадање новца, ковање неквалитетног новца, као и замјењивањем најбољег новца оним најгорим (Грешемов закон).